# نظام تحكم هرمي
نظام التحكم الهرمي (إتش سي إس) هو شكل من أشكال نظام التحكم تُرتب فيه مجموعة من الأجهزة والبرمجيات المسيطرة على هيئة شجرة هرمية. عندما تُنفذ الروابط الموجودة في الشجرة عن طريق شبكة حاسوب، يكون نظام التحكم الهرمي ذاك شكلًا من أشكال نظام التحكم الشبكي.

## نظرة عامة
تكون الأنظمة التي يصنعها الإنسان وذات السلوك المعقد منظمةً غالبًا بطريقة هرمية. على سبيل المثال، إحدى السمات البارزة للتسلسل الهرمي هي المخطط التنظيمي للرؤساء والمرؤوسين وخطوط الاتصال التنظيمي. تُنظم أنظمة التحكم الهرمية على نحو مماثل من أجل تقسيم مسؤولية اتخاذ القرار.
كل عنصر في الهرمية هو عقدة متصلة في الشجرة. تتدفق الأوامر والمهام والأهداف التي يجب تحقيقها إلى أسفل الشجرة من العقد العليا إلى العقد التابعة، بينما تتدفق ردود الأفعال ونتائج الأوامر إلى أعلى الشجرة من العقد التابعة إلى العقد العليا. قد تتبادل العقد الرسائل أيضًا مع العقد المتصلة بها. ترتبط الصفات المميزة لنظام التحكم الهرمي بطبقاته.
- كلما كانت الطبقات أعلى، فإنها تتعامل مع فترات زمنية من التخطيط والتنفيذ أطول من الطبقات الأدنى منها مباشرةً.
- تمتلك الطبقات الأدنى مهام وأهدافًا وردود فعل محلية، وتُخطط نشاطاتها وتُنسق من قبل طبقات أعلى لا تتحكم عمومًا بقراراتها. تشكل الطبقات نظامًا ذكيًا هجينًا تكون فيه الطبقات التفاعلية الأدنى تحت رمزية. تكون الطبقات الأعلى التي تمتلك قيودًا زمنيةً ضعيفةً قادرة على الاستدلال من نموذج عالم مجرد وعلى إتمام التخطيط. تُعد شبكة المهام الهرمية مناسبةً للتخطيط في نظام تحكم هرمي.

بالإضافة إلى الأنظمة الصناعية، يُقترح تنظيم أنظمة التحكم في الحيوانات بطريقة هرمية. في نظرية التحكم الإدراكي التي تفترض أن سلوك الكائن الحي هو وسيلة للتحكم بمفاهيمه، يُقترح أن أنظمة التحكم بالكائن الحي قد نُظمت في نموذج هرمي مثلما بُنيت مفاهيمه أيضًا.

## بنية نظام التحكم
الرسم التخطيطي المُرفق هو نموذج هرمي عام يُظهر مستويات التصنيع الوظيفية باستخدام التحكم المحوسب لنظام تحكم صناعي.
بالإشارة إلى المخطط؛
- يحتوي المستوى 0 على الأجهزة الميدانية مثل حساسات التدفق ودرجة الحرارة، وعناصر التحكم النهائية مثل صمامات التحكم.
- يحتوي المستوى 1 على وحدات الإدخال والإخراج الصناعية ومعالجاتها الإلكترونية الموزعة المرتبطة بها.
- يحتوي المستوى 2 على الحواسيب الإشرافية التي تنسق المعلومات من عقد المعالج في النظام، وتوفر شاشات التحكم بالمشغل.
- المستوى 3 هو مستوى التحكم بالإنتاج الذي لا يتحكم مباشرةً بالعملية، وإنما يكون معنيًا بمراقبة الإنتاج ومراقبة الأهداف.
- المستوى 4 هو مستوى جدولة الإنتاج.

## التطبيقات
يُعد النموذج الهرمي من النماذج الروبوتية التي يعمل فيها الروبوت بنمط من أعلى إلى أسفل، وبتخطيط شديد، وخاصةً تخطيط الحركة. ركزت الأبحاث في المعهد الوطني للمعايير والتقنية (إن آي إس تي) على هندسة الإنتاج بمساعدة الحاسوب منذ ثمانينيات القرن العشرين. استُخدمت مرافق أبحاث التصنيع الآلي في تطوير نموذج تحكم إنتاج من خمس طبقات. في بدايات تسعينيات القرن العشرين، كانت أبحاث تطوير أنظمة التحكم الذكية الموزعة (أي الشبكية) لتطبيقات مثل أنظمة القيادة والتحكم العسكرية برعاية داربا (وكالة مشاريع البحوث المتطورة الدفاعية). أجرى المعهد الوطني للمعايير والتقنية أبحاثًا مبكرة لتطوير نظام التحكم في الزمن الحقيقي (آر سي إس) وبرمجيات نظام التحكم في الزمن الحقيقي، وهي أنظمة تحكم هرمية شاملة استُخدمت في تشغيل التصنيع الخلوي، ورافعة الروبوت، والمركبة الآلية.
في نوفمبر عام 2007، أقامت داربا التحدي الحضري. استخدم المشترك الفائز تارتان ريسينغ نظام تحكم هرمي، مع تخطيط طبقيّ للمهمة، وتخطيط حركة، وتوليد سلوك، وإدراك، ونمذجة للعالم، وهندسة ميكاترونيكس.